# داس رايخ
داس رايخ (الألمانية: الرايخ ) كانت صحيفة أسبوعية أسسها جوزيف غوبلز، وزير الدعاية لألمانيا النازية، في مايو 1940. تم نشرها من قبل دويتشر فيرلاج.

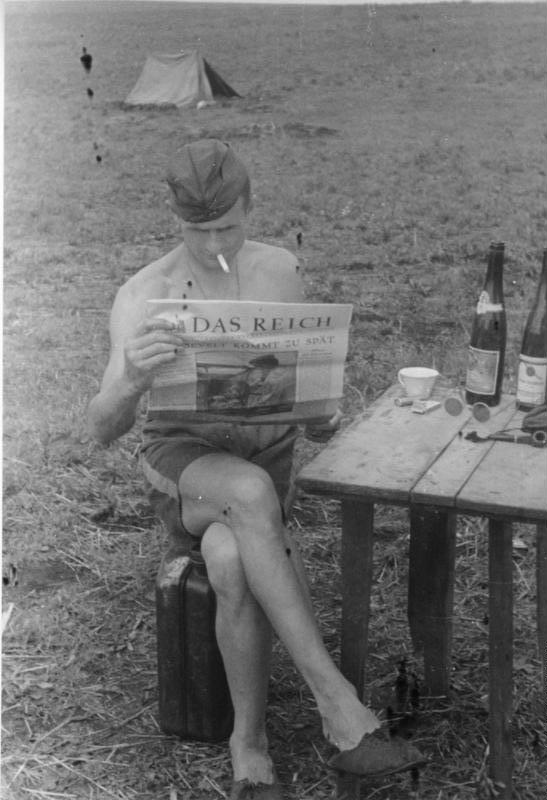
جندي ألماني يقرأ "داس رايخ"، الجبهة الروسية، 1941

## التاريخ
كان «داس رايخ» أساسًا من إنشاء رودولف سبارنج ورولف رينهارت وماكس أمان.
نما تداولها من 500000 في أكتوبر 1940 إلى أكثر من 1400000 بحلول عام 1944.
بصرف النظر عن افتتاحيتها الأسبوعية، لم يشارك غوبلز في المنشورات.  معظم، وليس كل، من مقالاته بعد عام 1940 ظهرت فيها. في ثلاثينيات القرن الماضي، ظهرت مقالاته في «فولكشر بيوباختر»، لكنه أراد بعد ذلك استهداف قراء أكثر تطوراً فكريًا. من مايو 1940 كتب 218 افتتاحية. 
عندما أنزل قوات الحلفاء في إيطاليا، وتم عزل موسوليني لفترة وجيزة، قرر غوبلز عدم كتابة الافتتاحية.

## محتويات
احتوت الورقة على تقارير إخبارية، ومقالات حول مواضيع مختلفة، ومراجعات كتب، وافتتاحيات كتبها غوبلز. تم كتابة بعض المحتوى بواسطة مؤلفين أجانب.
من بين موضوعات أخرى، غطت قوائم الضحايا غير المؤكدة من ستالينجراد،  ميزت بين غزوات ألمانيا والحلفاء لتوحي بأن الأخيرة لن تنجح،  ناقش غارات القصف  وصواريخ في-1،  والثقافة الأمريكية،  تصور الروح المعنوية الأمريكية على أنها فقيرة،  وأعلنت أخيرًا أن برلين ستقاتل حتى النهاية.

## التداول
بلغ تداولها حوالي 1.4 مليون.